# 舒川郡
舒川郡（ソチョンぐん）は、大韓民国忠清南道の郡。郡内を長項線が通る。

## 地理
忠清南道の南西部にあり、西側は黄海に面し、錦江の河口北側に位置する。
沿岸の干潟はズグロカモメ、ヘラシギ、カラフトアオアシシギ、ミヤコドリ、メフグ、クロソイ、ニホンウナギなどの生息地で、2010年にラムサール条約登録地となった。沿岸一帯ではアサリ、シオフキガイ、コツブイイダコ、コウライエビなどの海産物の漁撈が行われる。

### 隣接している自治体
- 保寧市、扶餘郡
- 全北特別自治道：益山市、群山市

## 歴史
- 舒川 - 百済 舌林郡 → 新羅景徳王15年 西林郡 → 朝鮮太宗13年 舒川郡
- 韓山 - 百済 馬山県  → 高麗 韓山県 → 朝鮮太宗13年 韓山郡
- 庇仁 - 百済 比衆県 → 新羅景徳王 15年 庇仁県 → 朝鮮高宗32年 庇仁郡
- 1914年4月1日 - 郡面併合により、舒川郡・韓山郡・庇仁郡の区域をもって、改めて舒川郡が発足。舒川郡に以下の面が成立。[3]（13面）
  - 馬東面・西南面・南陽面・華陽面・麒山面・韓山面・馬山面・時草面・文山面・東面・鍾川面・庇仁面・西面

| 朝鮮総督府令第111号 |                        |            |
| 旧行政区域          | 旧行政区域             | 新行政区域 |
| 舒川郡              | 開谷面、板山面、獐項面 | 南陽面     |
| 舒川郡              | 南部面、西部面         | 西南面     |
| 舒川郡              | 馬吉面、東部面         | 馬東面     |
| 舒川郡              | 豆山面、文章面         | 文山面     |
| 舒川郡              | 時旺面、草処面         | 時草面     |
| 韓山郡              | 北部面、東上面         | 韓山面     |
| 韓山郡              | 西上面、西下面         | 麒山面     |
| 韓山郡              | 上北面、下北面         | 馬山面     |
| 韓山郡              | 南上面、南下面、東下面 | 華陽面     |
| 庇仁郡              | 郡内面、北面           | 庇仁面     |
| 庇仁郡              | 一方面、二方面         | 鍾川面     |
| 庇仁郡              | 東面                   | 東面       |
| 庇仁郡              | 西面                   | 西面       |
- 1917年10月1日 - 南陽面が舒川面に改称。[4]（13面）
- 1938年10月1日 - 馬東面・西南面を廃止し、長項邑・馬西面に再編。[5][6]（1邑12面）
- 1939年9月1日 - 長項邑の在来の地名を日本式に置き換え。
- 1942年10月1日 - 東面が板橋面に改称。[7]（1邑12面）
- 1973年7月1日[8]
  - 馬西面南山里が舒川面に編入。
  - 華陽面九洞里が韓山面に編入。
  - 麒山面梨寺里・韓山面松林里が馬山面に編入。
  - 鍾川面興林里が板橋面に編入。
- 1979年5月1日 - 舒川面が舒川邑に昇格。[9]（2邑11面）
- 1983年2月15日 - 文山面金徳里・登古里が板橋面に編入。[10]（2邑11面）
- 1995年6月27日 - 郡守選、朴衡淳が当選。
- 1998年6月4日 - 郡守選、朴衡淳が再選。
- 2002年6月13日 - 郡守選、羅紹烈が当選。
- 2006年5月31日 - 郡守選、羅紹烈が再選。

## 行政

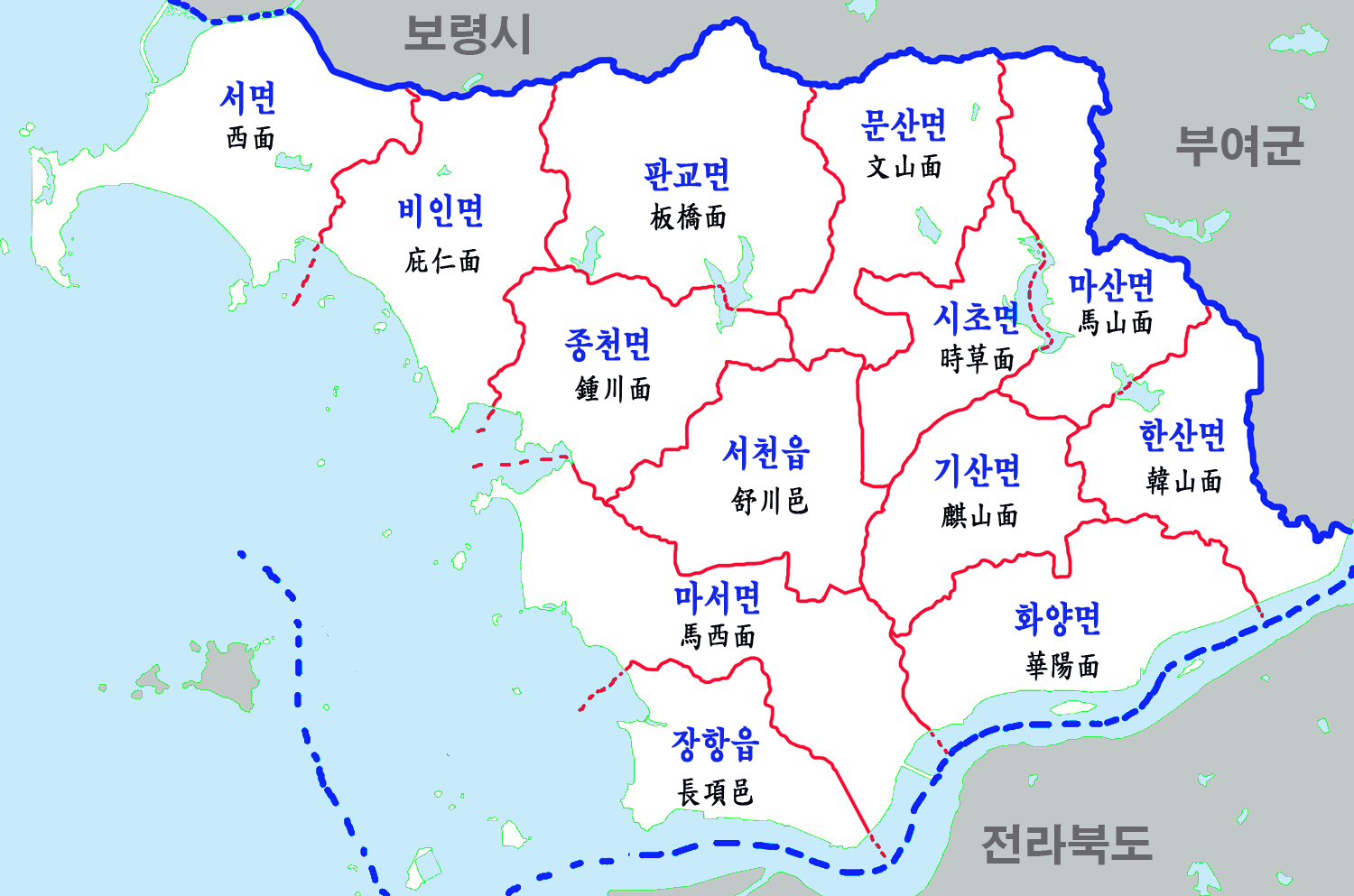
行政区域図

- 郡守：羅紹烈

### 行政区域
| 邑・面 | 法定里 |
| ------ | --- |
| 長項邑 | 聖住里、松林里、新昌里、玉南里、玉山里、元水里、長岩里、昌善1里、昌善2里、和泉里                                                                                       |
| 舒川邑 | 九岩里、郡司里、南山里、同山里、斗旺里、屯徳里、寺谷里、三山里、新松里、烏石里、台月里、花衿里、花城里                                                                 |
| 馬西面 | 桂東里、南田里、堂仙里、徳岩里、道三里、烽南里、山内里、松内里、松石里、新浦里、於里、玉北里、玉山里、月浦里、長善里、竹山里、漢城里                                   |
| 華陽面 | 叩馬里、琴堂里、箕福里、南星里、大等里、大下里、望月里、保県里、鳳鳴里、玉浦里、瓦草里、完浦里、月山里、長上里、竹山里、昌外里、楸洞里、花村里、活洞里                 |
| 麒山面 | 加公里、光岩里、内東里、斗南里、斗北里、幕洞里、山亭里、辛山里、永慕里、院吉里、月岐里、華山里、黄寺里                                                                 |
| 韓山面 | 九洞里、羅橋里、丹上里、丹下里、童山里、冬至里、馬楊里、城外里、松谷里、松山里、新城里、余士里、蓮峰里、温洞里、龍山里、院山里、種芝里、竹村里、芝峴里、杻東里、虎岩里 |
| 馬山面 | 新場里、安堂里、馬鳴里、嘉陽里、堯谷里、三月里、所也里、碧梧里、軍干里、梨寺里、松林里、冠浦里、時仙里、新鳳里、芝山里、羅弓里                                         |
| 時草面 | 鳳仙里、仙東里、仙岩里、新谷里、新興里、龍谷里、草峴里、台城里、豊亭里、厚岩里                                                                                         |
| 文山面 | 新農里、文章里、北山里、金福里、水岩里、支院里、九洞里、恩谷里 |
| 板橋面 | 金徳里、登古里、馬垈里、万徳里、文谷里、卜大里、上佐里、水城里、深洞里、右羅里、苧山里、板橋里、玄岩里、後洞里、興林里                                                 |
| 鍾川面 | 堂丁里、都万里、朗坪里、山川里、席村里、新検里、長久里、鍾川里、支石里、花山里                                                                                         |
| 庇仁面 | 冠里、九福里、南塘里、多沙里、船島里、城内里、城北里、城山里、栗里、長浦里、漆枝里                                                                                     |
| 西面   | 介也里、扶士里、元頭里、月湖里、酒缸里、月里、新蛤里、馬梁里、都屯里                                                                                                   |

### 警察
- 舒川警察署（長項邑にある）

### 消防
- 舒川消防署（長項邑にある）

## 姉妹都市・提携都市

### 韓国内
- ソウル特別市城東区
  - （提携時期不明）
- ソウル特別市瑞草区
  - （提携時期不明）

## 交通

### 鉄道
- 長項線
  - 板橋駅 - 舒川駅 - 長項駅
- 長項貨物線
  - 長項駅 - 長項貨物駅

### 高速道路
- 西海岸高速道路
  - JCT予定地 - 舒川インターチェンジ - 舒川サービスエリア

### 船舶
- 洪原港

## 名所・旧跡・観光スポット・祭事・催事
- 椿長台海水浴場

## 出身有名人
- 薛景求（俳優）